# Nemipterus hexodon
Nemipterus hexodon är en fiskart som först beskrevs av Jean René Constant Quoy och Joseph Paul Gaimard 1824.  Nemipterus hexodon ingår i släktet Nemipterus och familjen Nemipteridae. Inga underarter finns listade i Catalogue of Life.